# 宫颈乳头状腺癌
宫颈乳头状腺癌（英語：Villoglandular adenocarcinoma of the cervix, VGA），也称乳头状腺癌、绒毛型宫颈腺癌（villoglandular papillary adenocarcinoma, papillary villoglandular adenocarcinoma,）、高分化宫颈乳头状腺癌（well-differentiated villoglandular adenocarcinoma），是一类罕见的宫颈癌。和其他类型的宫颈癌相比，它更容易病发于年轻妇女人群，并有较好的预后。
子宫内膜乳头状腺癌是一类相似的疾病，可能由于子宫内侧病发产生。

## 特征与症状
宫颈乳头状腺癌的特征与症状与其他类型的宫颈癌相似，可能包括性交后的阴道失血和性交疼痛。早期的损伤可能是完全无症状的。

## 诊断
宫颈毛玻璃样细胞癌的诊断取决于器官检查，比如活体检查。在显微镜下，有乳头样的维管组织核心结构，这和它们的长度有关（绒毛膜绒毛），其表面覆盖着腺状的伪复层纤毛柱状上皮。

## 治疗
对肿瘤的治疗取决于肿瘤分期。肿瘤的预后通常良好，通过宫颈锥切术可以保留生育能力；子宫颈切除术也可以作为治疗方法。

## 相关
- 子宫内膜癌
- 宫颈毛玻璃样细胞癌
- 绒毛状腺瘤（英语：Villous adenoma）

## 其他图片

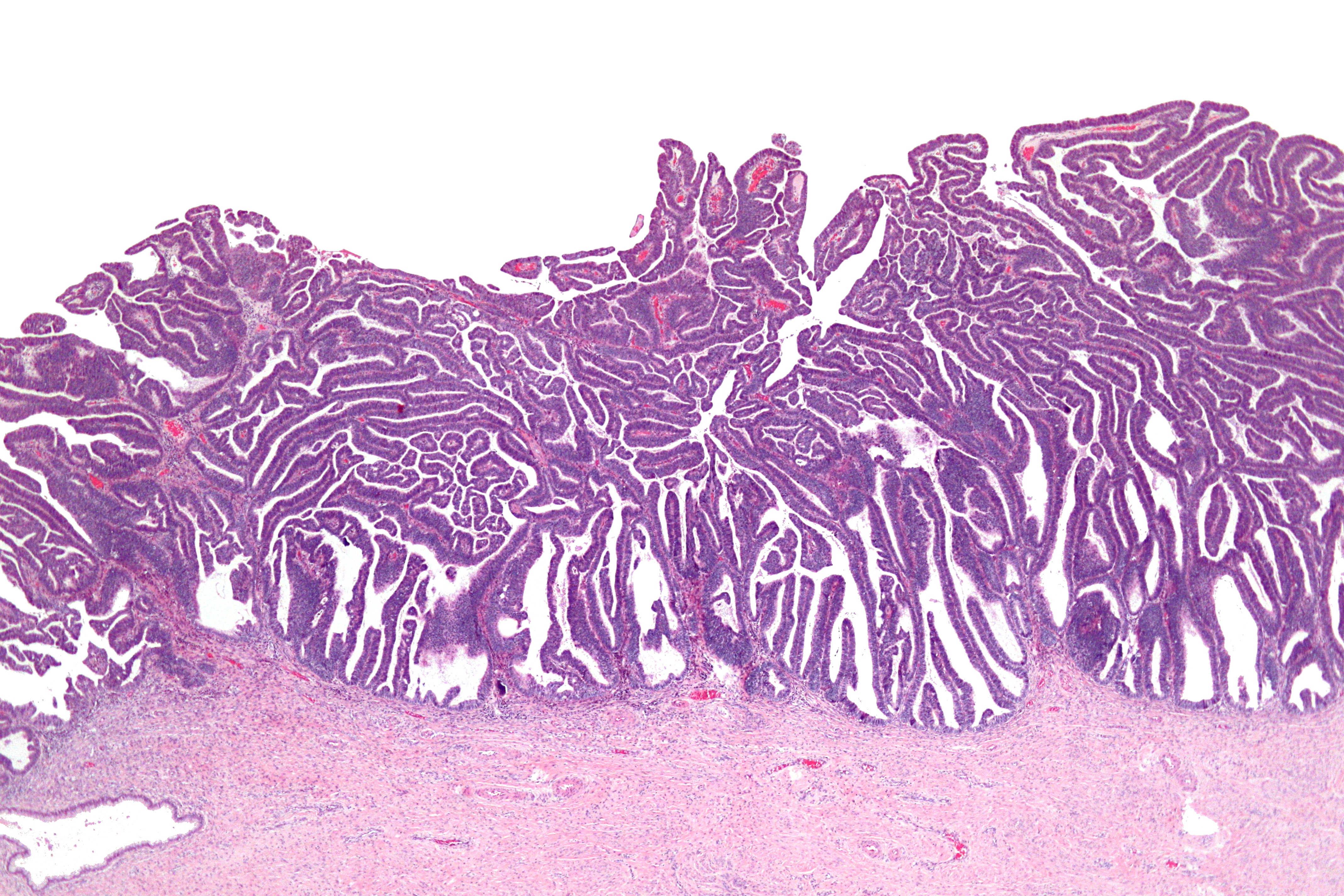
超低度显微镜成像
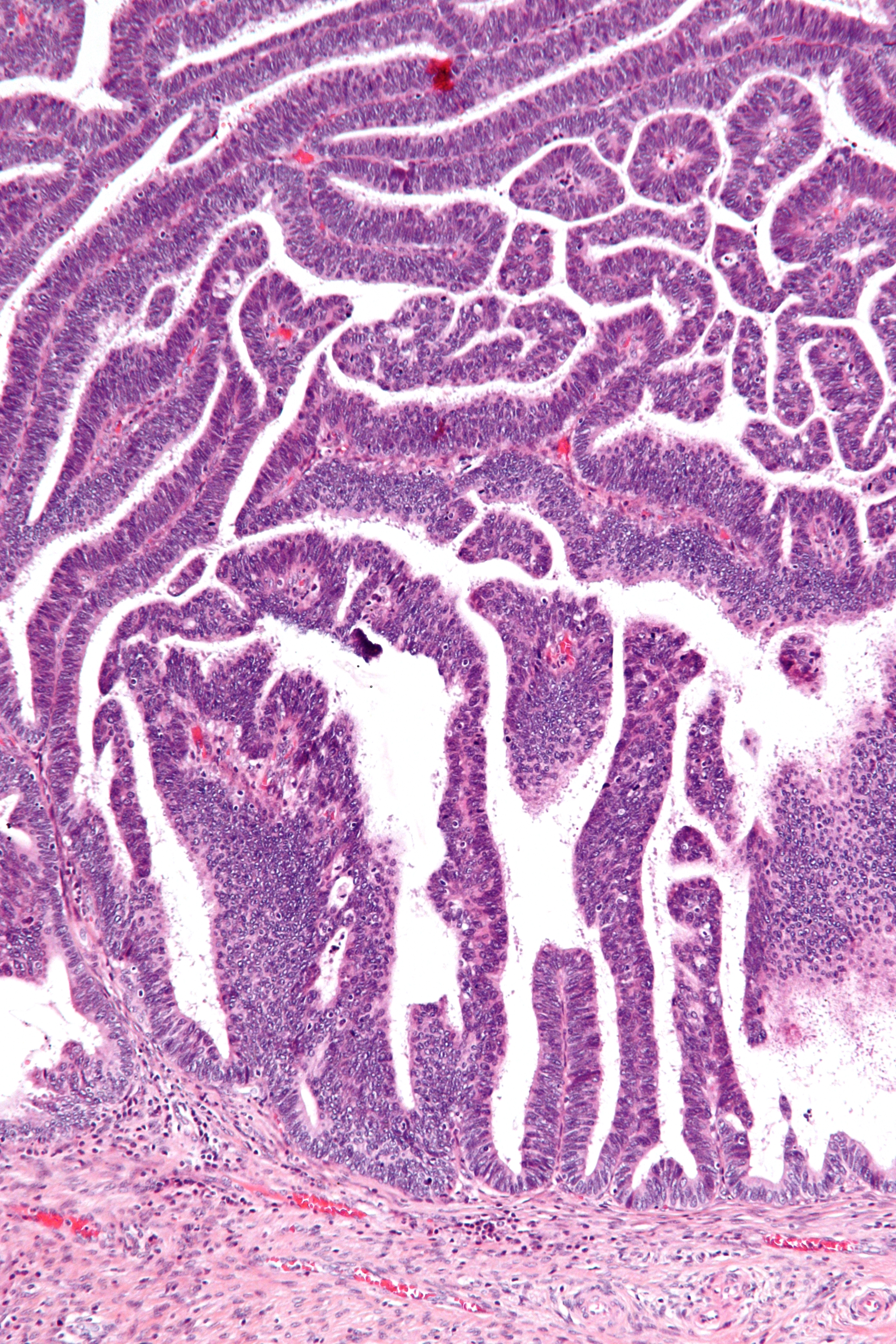
中度显微镜成像
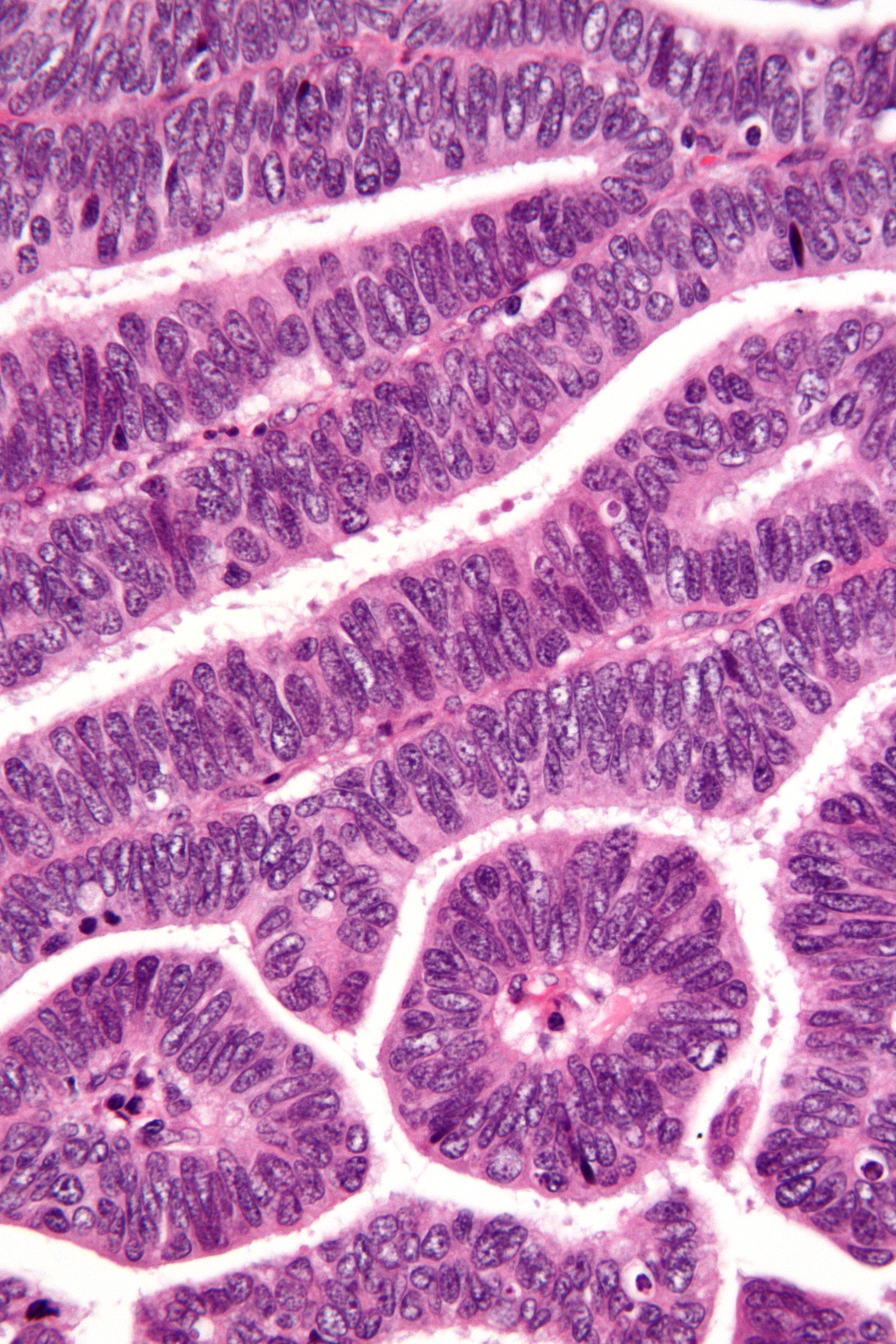
超高度显微镜成像